# Juan Salas
Juan Salas (nacido el 7 de noviembre de 1978 en Santo Domingo) es un lanzador de relevo dominicano que jugó en las Grandes Ligas de Béisbol. Salas firmó con Tampa Bay el 8 de julio de 1998, como amateur, e hizo su debut en Grandes Ligas el 5 de septiembre de 2006.
Salas es notable por ser convertido de tercera base a lanzador, mientras jugaba en el sistema de ligas menores de los Devil Rays. Salas se convirtió en lanzador en la temporada 2004 y tuvo un récord de 1-0 y efectividad de 4.82 para el equipo novato Princeton Devil Rays. Dividió la temporada de 2005 entre los equipos Clase-A avanzado Visalia Oaks y Doble-A Montgomery Biscuits.
La temporada 2006 fue el mejor año de ligas menores en la carrera de Salas, al no permitir carreras limpias en 23 partidos mientras jugaba para Montgomery, obteniendo 14 salvamentos, y ponchando a 52 bateadores en 34 entradas y dos tercios. Esto le valió una aparición en el Juego de Futuras Estrellas de 2006 para el Equipo del Mundo. Fue llamado al equipo Triple-A Durham Bulls, con quien registró un récord de 1-1 con una efectividad de 1.57 y tres salvamentos en 27 juegos, ponchando a 33 bateadores en 28 entradas y dos tercios. Los Devil Rays más tarde lo llamaron para ayudar a su bullpen, e hizo ocho apariciones con el equipo en la temporada 2006 y ganando un puesto en el roster de los entrenamientos de primavera con los Devil Rays en 2007. En 2007, registró 1-1 con una efectividad de 3.95 en 12 partidos y fue suspendido en mayo por 50 partidos por usar sustancias dopantes.
Salas comenzó la temporada 2008 en la lista restringida, debido a problemas para obtener una visa para viajar a los Estados Unidos. Se perdió los entrenamientos de primavera y no llegó a los Estados Unidos hasta el 17 de abril de 2008, varias semanas después de que la temporada 2008 de Grandes Ligas comenzara. Se reportó a Triple-A con Durham Bulls para una asignación de rehabilitación a partir del 9 de mayo.
El 12 de febrero de 2009, Salas fue designado para asignación. Fue cambiado a los Indios de Cleveland el 19 de febrero de 2009 por el infielder de ligas menores Isaías Velázquez. Quedó en libertad el 6 de mayo.